# Lille vandsalamander
Lille vandsalamander (Lissotriton vulgaris ) er den mest udbredte af Danmarks få salamanderarter . Hannerne kan kendes på deres flotte ryg-kam og på farverne på bugen.
Lille vandsalamander har følgende øgenavne: Moseøgle, ølkrabbe, ølkone, ildorm, vandfirben.
Lille vandsalamander er som alle andre padder fredet i Danmark.

## Tilholdssteder
De gemmer sig oftest i tang-skoven i søer, men dukker op til overfladen for lynhurtigt at snappe en mundfuld luft. De kan også findes under sten og træstubbe på landjorden, men her uden deres ryg-finne.

## Berøring
Man skal være varsom med at tage dem op, da deres sarte hud ikke tåler meget – den er nemlig fyldt med blodkar, som optager ilt fra vandet, og er derfor sårbar overfor vores salte hud. Man kan godt gøre det alligevel, hvis man er forsigtig og husker at gøre hænderne våde.